# 移樓棋
移樓棋（Mixtour）是德國人Dieter Stein於2011年推出的兩人棋類，是種疊棋類遊戲。

## 棋具
- 棋盤為5*5方格棋盤，共二十五個棋位。

- 棋子為平扁狀，可堆疊其他棋子，雙方共用。

## 規則
- 每方回合有從以下兩種動作選擇之一：
  - 放子：把一枚己棋放在空棋格。
  - 蓋移：取走一座棋疊上的任何枚數的棋子共同朝八方之一移動N格至任何棋疊子上，可越子。N等於被疊的棋疊高度。
- 先造成五層或以上的棋疊者勝[1][2]。

## 外部連結
- 遊戲介紹 （页面存档备份，存于）
- 排局謎題
- 線上遊戲